# Kraftwerk Kiambere
Das Kraftwerk Kiambere (englisch Kiambere power station) ist ein Laufwasserkraftwerk auf der Grenze zwischen den Countys Embu und Kitui in Kenia. Es ist am längsten Fluss Kenias, dem Tana gelegen.
Das Kraftwerk wurde 1988 in Betrieb genommen. Es ist im Besitz der Kenya Electricity Generating Company (KenGen), wird aber von der Tana River Development Authority (TARDA) betrieben.

## Absperrbauwerk
Das Absperrbauwerk besteht aus zwei Erdschüttdämmen: einem Hauptdamm mit einer Höhe von 100 (bzw. 110) m und einer Länge der Dammkrone von ca. 1 km, sowie einem weiteren Damm mit einer Höhe von 35 m, der einen nahegelegenen Geländeeinschnitt füllt. Das Volumen des Bauwerks umfasst ca. 8,5 Mio. m³.
Der Staudamm verfügt sowohl über einen Grundablass als auch über eine Hochwasserentlastung. Über den Grundablass können maximal 80 m³/s abgeleitet werden, über die Hochwasserentlastung maximal 50 m³/s. Das Bemessungshochwasser liegt bei 5.500 m³/s; die Wahrscheinlichkeit für das Auftreten dieses Ereignisses wurde mit einmal in 10.000 Jahren bestimmt.

## Stausee
Bei Vollstau fasst der Stausee rund 585 Mio. m³ Wasser.
Die Wasserführung des Tana bei Kiambere schwankt: der Durchschnitt liegt bei 113 m³/s (basierend auf Aufzeichnungen, die von 1947 bis 1977 erstellt wurden), das Minimum bei 37 m³/s.

## Kraftwerk
Das Kraftwerk Kiambere ist mit einer installierten Leistung von 168 MW das zurzeit (Stand Feb. 2015) zweitgrößte Wasserkraftwerk in Kenia. Die durchschnittliche Jahreserzeugung schwankt mit der Wasserführung des Tana: sie lag im Jahre 2008 bei 621 Mio. kWh und im Jahre 2003 bei 1.010 Mio. kWh.
Die beiden Francis-Turbinen wurden 1988 (mit einer Leistung von jeweils 72 MW zum damaligen Zeitpunkt) in Betrieb genommen. Von 2007 bis 2008 erfolgte eine Leistungssteigerung auf 84 MW. Sie befinden sich in einem unterirdischen Maschinenhaus, das durch einen ca. 4 km langen Zuleitungstunnel mit dem Wassereinlass beim Staudamm verbunden ist.

## Sonstiges
Die International Bank for Reconstruction and Development (IBRD) schätzte die Gesamtkosten des Projekts (inklusive einer 220-kV-Leitung mit 80 km Länge) im November 1983 auf 312 Mio. USD.
Am 28. Juni 1984 gewährte die IBRD der Tana and Athi Rivers Development Authority einen Kredit in Höhe von 95 Mio. USD für die Errichtung des Kraftwerks. Der Zinssatz dafür betrug 10,08 %.
Das Kraftwerk ist Teil einer Kette von fünf Wasserkraftwerken am Tana – Masinga, Kamburu, Gitaru, Kindaruma und Kiambere – die zusammen eine installierte Leistung von 599,2 MW haben. In den 1970er-Jahren wurden Machbarkeitsstudien für den Ausbau der Wasserkraft am Tana durchgeführt, die eine Kaskade von elf Kraftwerken vorsahen. Davon wurden aber bisher nur die obigen fünf realisiert.